# Здание Banco de Bilbao
Здание «Банка Бильбао» (исп. Edificio del Banco de Bilbao) — здание в Мадриде (Испания), построенное как главный операционный офис «Банка Бильбао», ныне являющегося частью банковской группы BBVA.
Расположено неподалёку от площади Пуэрта-дель-Соль, на пересечении улиц Алькала и Севилья. Его общая площадь составляет почти 18 000 м². В нем работают около 900 человек.
С 1999 года находится под охраной государства как Объект культурного интереса Испании.

## История
С начала XX века на волне бурного экономического развития Мадрида коммерческие банки стали возводить в столице Испании представительные офисы. В русле этой тенденции основанный в главном городе Страны Басков Banco de Bilbao приобрел в конце 1917 года за три миллиона песет подходящий земельный участок. Выбранная для строительства территория находилась в самом сердце Мадрида и имела неправильную форму. Главный фасад должен был выходить на пересечение улиц Алькала и Севилья, а задняя часть на улицу Арбалан.
В 1919 году банк объявил открытый конкурс, на котором победил архитектор из Бильбао Рикардо де Бастида. Он пользовался авторитетом в своём родном городе, где уже построил различные здания по собственным идеям. Его проект состоял из двух корпусов, соединённых галереями с монументальной ротондой посередине. Были предусмотрены несущие конструкции из железобетона и стены из гранита Возведение офиса обошлось в четыре миллиона песет. Работы начались в ноябре 1920 года и завершились в январе 1923 года..
Во время гражданской войны в Испании здание было захвачено республиканцами и превращено в «Дворец партий» — на фасаде были изображены символы Народного фронта и профсоюзов, а на крышу водружён флаг с серпом и молотом. Статуи на крыше, изначально покрытые золотистой латунью и поэтому бывшие возможным ориентиром для бомбардировок города франкистами, были выкрашены в чёрный цвет (после окончания войны было решено сохранить эту окраску).
Рост банка предопределил необходимость последовательных расширений офиса после приобретения прилегающих участков. Первая реконструкция была проведена в 1953-1956 годах, вторая в 1973-1977 годах (при этом было пристроено дополнительное крыло и здание потеряло симметрию фасада).
В 1977 году Главное управление художественного и культурного наследия (исп. Dirección General de Patrimonio Artístico y Cultural) приняло решение инициировать процесс объявления офиса Banco de Bilbao в Мадриде объектом культурного интереса. В 1999 году Министерство образования и науки (исп. Consejería de Educación y Ciencia) Мадридского автономного сообщества объявил здание памятником культуры.
В 2001 году была проведена реставрация офиса. Через два года были отреставрированы и росписи интерьера. Однако BBVA, в который после череды слияний и поглощений к тому моменту был преобразован Banco de Bilbao, в 1971 году переместил свой главный операционный офис в небоскрёб Torre BBVA в финансовом районе AZCA и в 2006 году продал здание компании по управлению недвижимостью GMP С 2010 года его арендует Министерство окружающей среды (исп. Consejería de Medio Ambiente y Ordenación del Territorio) Мадридского автономного сообщества..

## Описание
В украшении офиса участвовали лучшие баскские авторы.
Монументальный фасад венчали две башни высотой около пяти метров, на вершинах которых в 1922 году были установлены гигантские квадриги работы скульптора Иджинио де Бастерра, отлитые из сплава бронзы, свинца и железа на литейном заводе Codina Hermanos в Мадриде (каждая весит 12,5 тонны и имеет высоту четыре метра).
Скульптор Квинтин де Торре создал украшающие фасад мраморные статуи атлантов.
Самым ярким элементом интерьера стал поддерживаемый двенадцатью парами алебастровых дорических колонн витражный купол работы мастерской Maumejean, увенчавший т. н. «зал почёта» (исп. vestíbulo de honor) в ротонде. Из центра купола свисает люстра из бронзы и стекла.
Для стен зала живописец Аурелио Артета создал цикл из двенадцати фресок размером 2 на 3 метра каждая, расположенных в верхних частях простенков между колоннами и выполненных казеиновой темперой. Цикл, известный как «Усилие» (по названию стихотворения бельгийского поэта Эмиля Верхарна, опубликованного на испанском языке в 1919 году и очень популярного в Басконии), изображает идеал баскского образа жизни, основанного на самопожертвовании, упорстве и идеализме.

## В искусстве
В испанском фильме «Коммуналка» баскского режиссера Алекса де ла Иглесиа финальная сцена фильма происходит на крыше здания рядом со статуями квадриг.

## Галерея

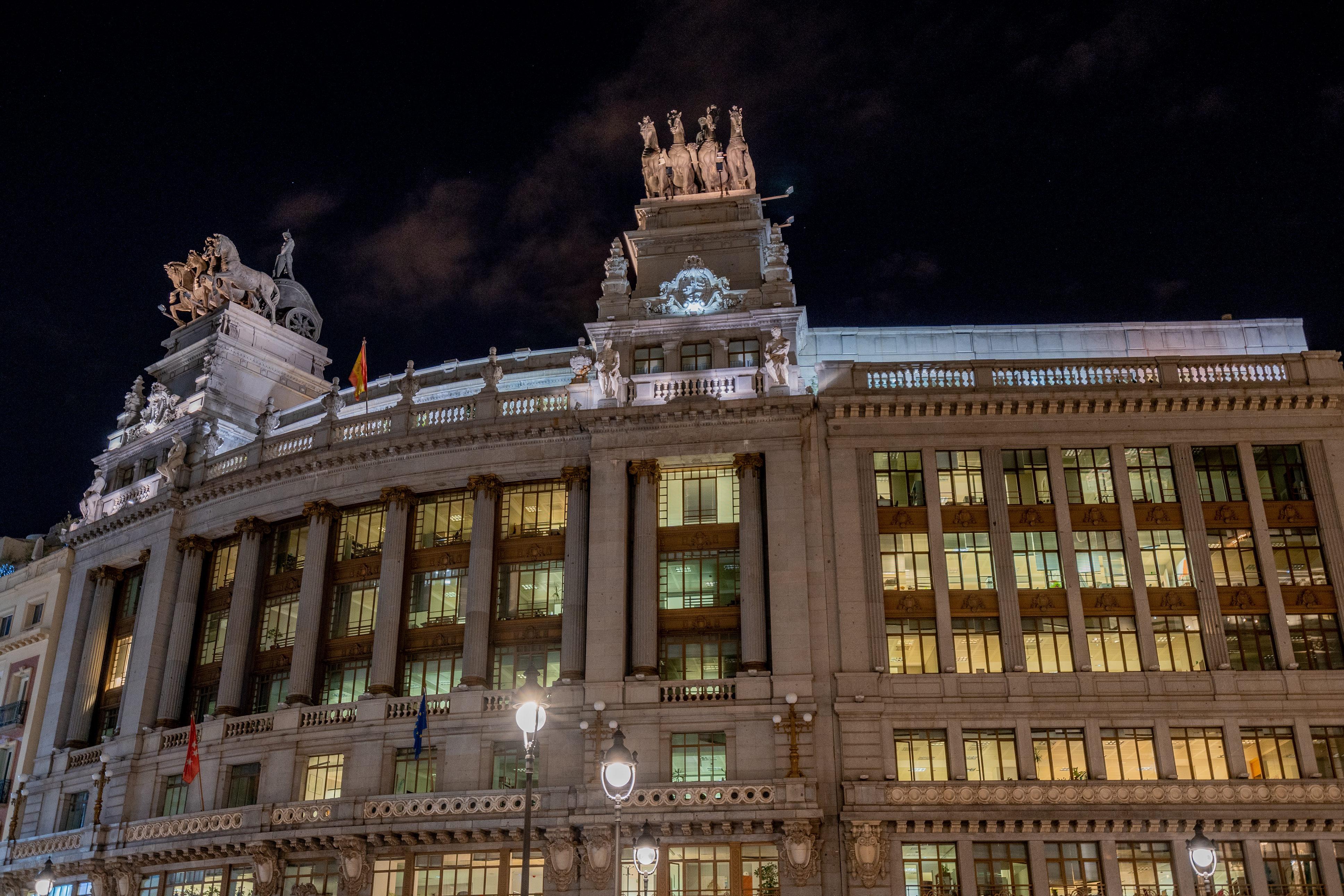
Вид на здание в сумерках
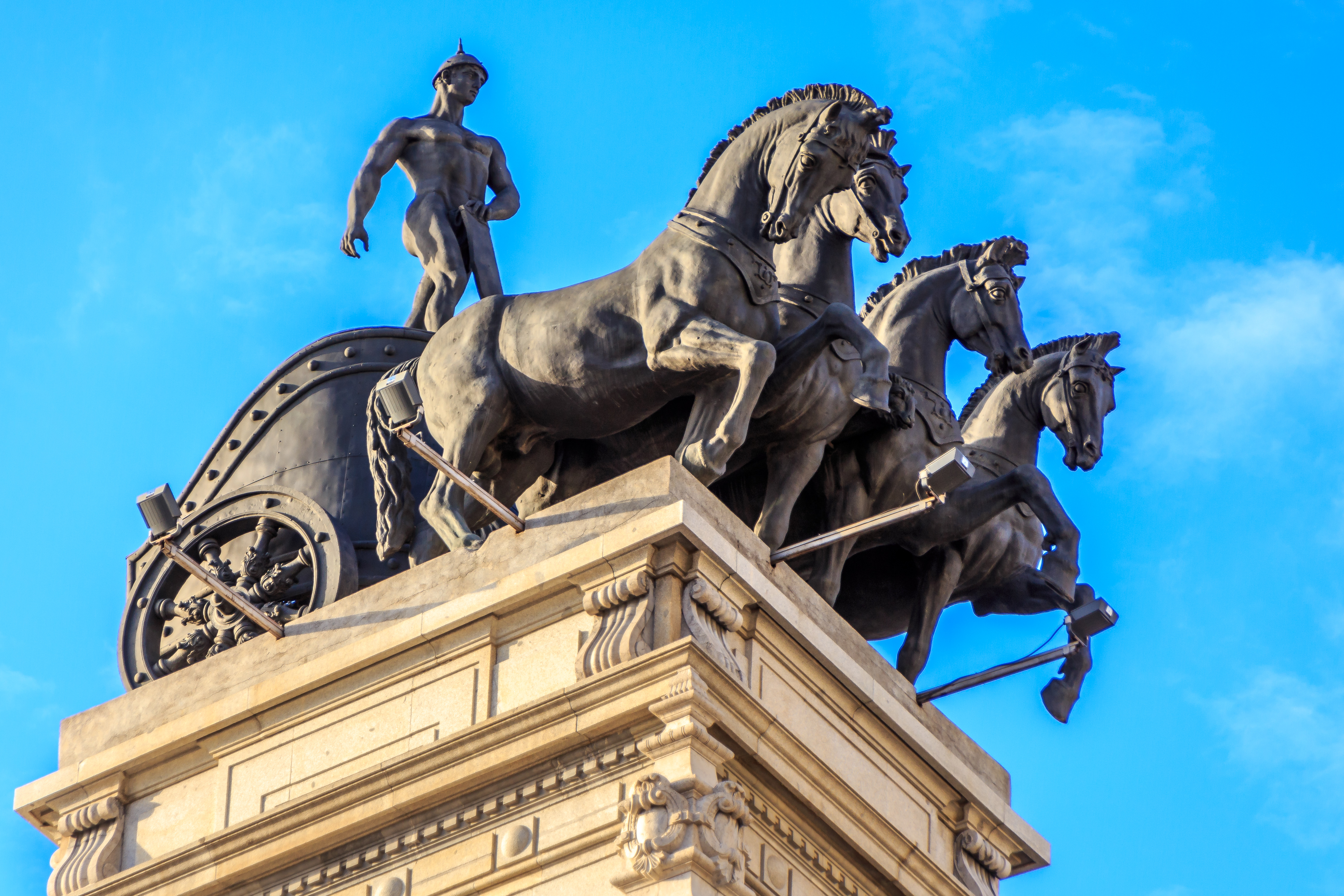
Одна из квадриг работы Иджинио де Бастерры
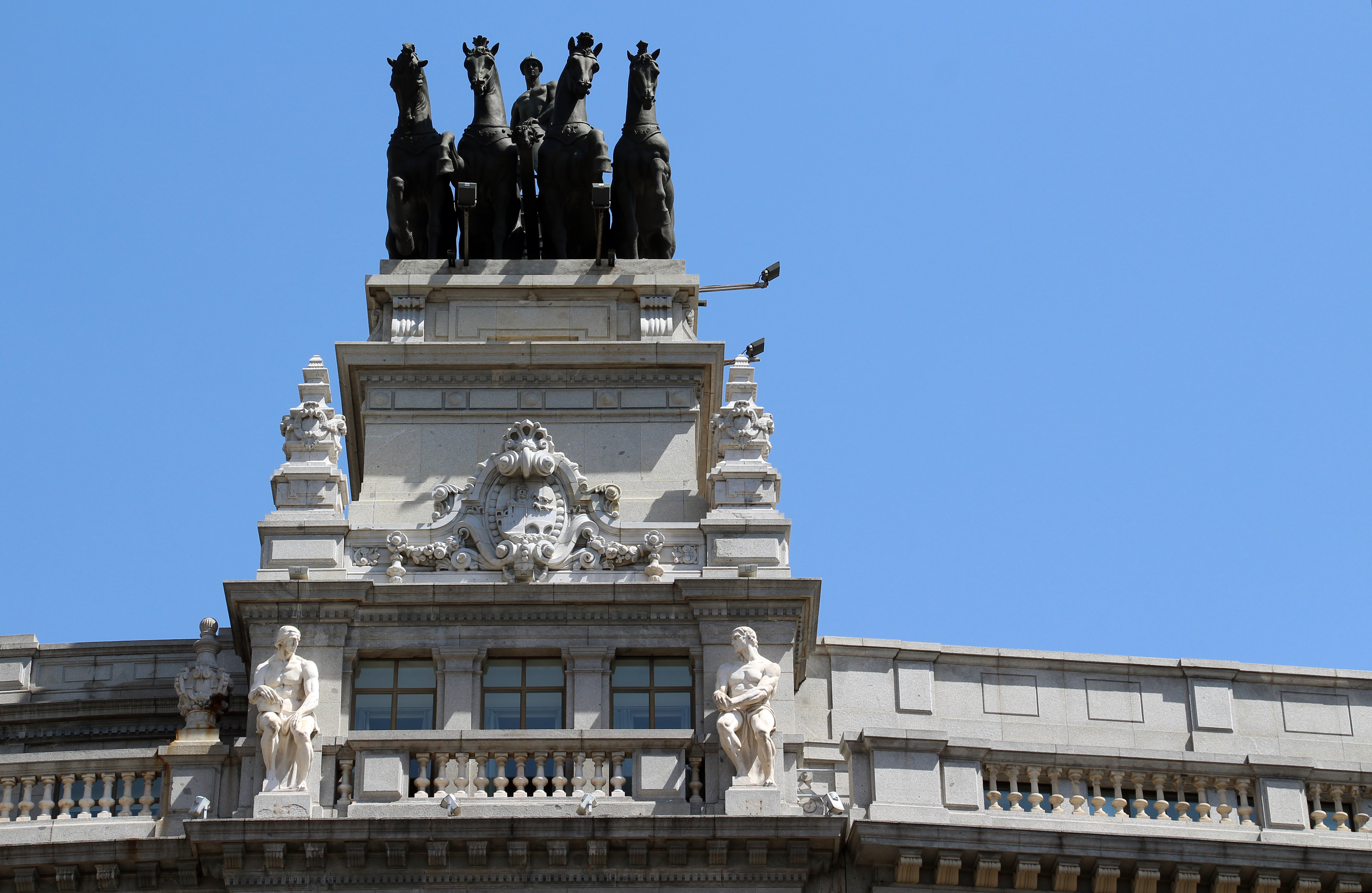
Атланты и барельеф с гербом Бильбао работы Квинтина де Торре
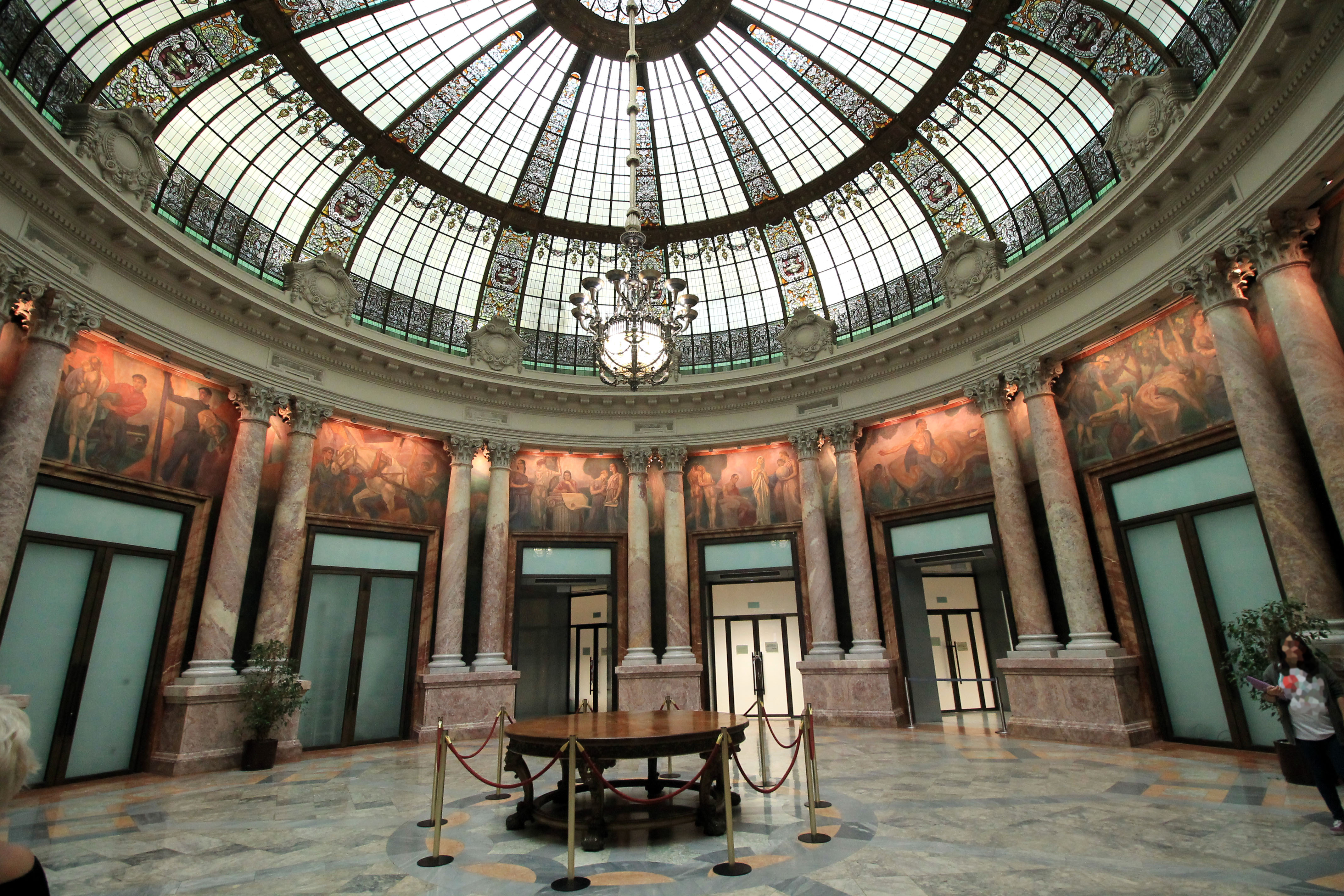
Фрески Аурелио Артеты в «зале почета» под витражным куполом ротонды